# Raffaella Barbieri
Raffaella Barbieri (Torino, 7 ottobre 1995) è una calciatrice italiana, attaccante del Gatteo Mare.

## Carriera

### Club
Cresciuta nelle giovanili del Torino, ha fatto il suo debutto in Serie A nel corso della stagione 2010-2011. Aggregata alla rosa della prima squadra anche nella stagione successiva, viene ceduta in prestito a gennaio all'Alessandria, in Serie A2, dove segna tredici reti nel girone di ritorno del campionato. A luglio si infortuna gravemente al ginocchio durante un torneo con la Primavera grigia a Barcellona e a fine agosto viene operata per la rottura del legamento crociato sinistro. Rientra al Torino per fine prestito e viene stabilmente aggregata alla rosa della Serie A.
Ha disputato con la maglia del Luserna tre stagioni e mezzo, disputando due stagioni di Serie A da titolare. Prima della fine del girone di andata ha rescisso il contratto che la legava al Luserna per trasferirsi al Real Torino, partecipante al campionato di Serie D.
Durante il calciomercato estivo 2018 si trasferisce al San Marino Academy, squadra della Repubblica di San Marino iscritta al terzo livello del campionato italiano femminile di calcio.

### Nazionale
Nel 2011 viene selezionata per vestire la maglia della formazione under 17 impegnata alle fasi di qualificazione all'edizione 2012 del campionato europeo di categoria. La squadra, inserita nel gruppo 2, con una vittoria, un pareggio e una sconfitta non riesce a superare il turno venendo esclusa dalle qualificazioni. Barbieri viene impiegata in tutti i tre incontri disputati dall'Italia nella prima fase, segnando complessivamente quattro reti e siglando una tripletta nell'unico incontro vinto dalle Azzurrine, il 6-0 inflitto alle avversarie pari età della Macedonia.

## Palmarès

### Club
- Campionato italiano di Serie B: 1

Luserna: 2014-2015

### Individuale
- Capocannoniere del campionato italiano di seconda divisione: 1

2019-2020 (14 reti)